# Microplitis tadzhicus
Microplitis tadzhicus är en stekelart som beskrevs av Telenga 1949. Microplitis tadzhicus ingår i släktet Microplitis och familjen bracksteklar. Inga underarter finns listade i Catalogue of Life.